# Felicia Danielsson
Felicia Martina Danielsson, född 5 mars 1993 i Stockholm, är en svensk skådespelerska, manusförfattare och serieskapare. Hennes allra första insats var i TV-serien Likea från 2022, där hon tillsammans med Vera Herngren, agerade som skapare, manusförfattare, och skådespelare. Duon har också skrivit manus till Susanne Thorsons dramaserie Leva life, tillsammans med Carl-Petter Montell.
Danielsson kommer under julen 2024 att medverka i sambon Eddie Åhgrens reboot på filmserien Jönssonligan.

## Filmografi

### Film
- 2024 – Jönssonligan kommer tillbaka

### TV
- 2022 – Likea (TV-serie)
- 2022 – Toppen (TV-serie)
- 2023 – Leva life (TV-serie)
- 2025 – Knutby (TV-serie) (TV-serie)